# Норвежская государственная вещательная компания

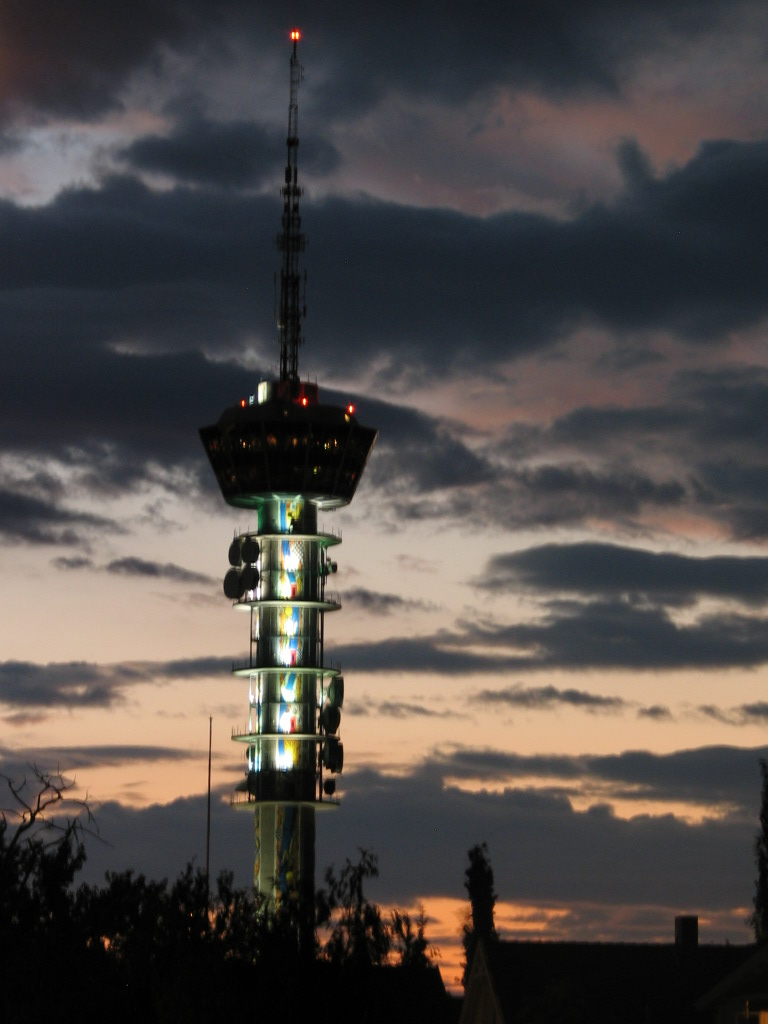
Ословская передающая телестанция

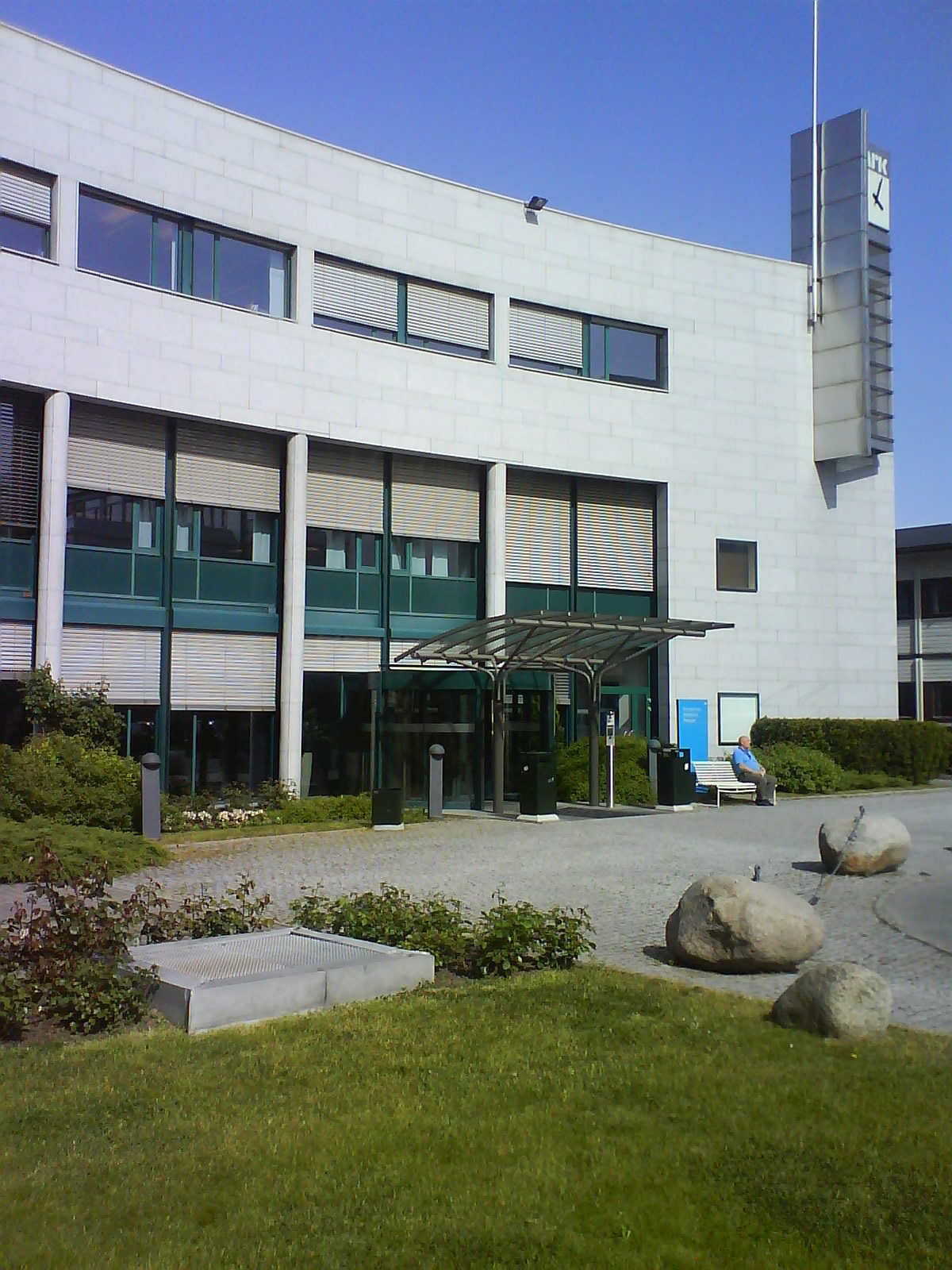
Ословский телецентр NRK

Норвежская государственная вещательная компания (норв. Norsk Rikskringkasting AS, NRK) — контролируемое государством (с 1933 года) акционерное общество осуществляющее теле- и радиовещание в Норвегии, до 1992 года (до начала вещания по программе TV 2) обладала монополией на него. До 1933 года называлась «Норвежское общество радиовещания» (норв. Kringkastningselskapet).

## Телевещательная деятельность компании
Компания ведёт:
- с 1954 года вещание по 1-й телепрограмме в Норвегии (телепрограмме «НРК 1»), до 1993 года называвшейся «НРК Фьернсинет» (NRK Fjernsynet), включающей в себя несколько выпусков новостей («NRK Nyheter») и два выпуска ежедневной телегазеты телегазета «Дагсревиен» (Dagsrevyen), общественно-политические телепередачи, телефильмы, телесериалы, показ кинофильмов, принимается во всех населённых пунктах Норвегии на обычную антенну на дециметровых волнах с 1 сентября 2007 года по системе «ДВБ-Т», с 1975 до 30 ноября 2009 года на метровых волнах по системе «ПАЛ», в крупных и средних городах через сети кабельного телевещания (по системам «ПАЛ», «Ай-Пи-Ти-Ви» и «ДВБ-Ц»), в большинстве населённых пунктов Европы через спутниковую антенну (по системе «ДВБ-С», ранее по системе «ПАЛ»)
- с 1996 года вещание по телепрограмме «НРК2», принимается во всех населённых пунктах Норвегии на обычную антенну на дециметровых волнах с 1 сентября 2007 года по системе «ДВБ-Т», в крупных и средних городах через сети кабельного телевещания (по системам «ПАЛ», «Ай-Пи-Ти-Ви» и «ДВБ-Ц»), в большинстве населённых пунктов Европы через спутниковую антенну (по системе «ДВБ-С», ранее по системе «ПАЛ»)
- с 3 сентября 2007 года вещание по телепрограмме «НРК 3»/ «НРК Супер», принимается во всех населённых пунктах Норвегии на обычную антенну на дециметровых волнах с 1 сентября 2007 года по системе «ДВБ-Т», в крупных и средних городах через сети кабельного телевещания (по системам «ПАЛ», «Ай-Пи-Ти-Ви» и «ДВБ-Ц»), в большинстве населённых пунктов Европы через спутниковую антенну (по системе «ДВБ-С», ранее по системе «ПАЛ»)

## Радиовещательная деятельность компании
Компания ведёт:
- с 1925 года вещание по 1-й радиопрограмме в Норвегии (радиопрограмме «НРК П1») — общегосударственной, информационной, общественно-политической и художественной, принимаемой на ультракороткие волны (в том числе по системе «ДАБ»), ранее на средних волнах[3] и через Интернет;
- с 1984 года вещание по 2-й радиопрограмме в Норвегии (радиопрограмме «НРК П2») — общегосударственной, информационной и художественной, принимаемой на ультракороткие волны (в том числе по системе «ДАБ») и через Интернет
- с 1993 года вещание радиопрограмме «НРК П3» — молодёжной, принимаемой на ультракороткие волны (в том числе по системе «ДАБ») и через Интернет;
- вещание по радиопрограмме «НРК мП3»
- до 2002 года передачи на заграницу под позывным «Радио Норвей Интернешнл» (Radio Norway International)
- вещание по радиопрограмме «НРК Сами Радио» принимаемой на ультракоротких волнах в Финнмарке
- вещание по специализированных радиопрограммам, принимаемой по системе «ДАБ» и через Интернет:
  - «НРК Алльтид нихетер»
  - «НРК Фолькемусикк»
  - «НРК Джазз»
  - «НРК Спорт»
  - «НРК Супер»
  - «НРК П3 Урорт»
  - «НРК Сами Радио»
  - «НРК П13»
  - «НРК Классиск»
  - «НРК П1+»

## Руководство
Управление компанией осуществляют:
- правление НРК (NRKs styre)[4], председатель, заместитель председателя и три члена которого назначаются Департаментом культуры, ещё три члена — сотрудниками акционерного общества;
- комиссар по радиовещанию (kringkastingssjefer), назначаемый правлением.
- совет по делам радиовещания (kringkastingsrådet)[5], состоящий из 14 членов, 10 из которых назначались Стортингом, 4 — Государственным советом.

## Подразделения
- Главная редакция информации (Nyhetsdivisjonen)
- Главная редакция интернет-сайта (Mediedivisjonen)
- Главная редакция детских программ (Marienlystdivisjonen)
- Музыкальное производство для NRT осуществляет Оркестр Норвежского радио (kringkastingsorkestret).
- Имеется подразделение NRK Sápmi[норв.], которое ведёт вещание на саамоязычные регионы Норвегии (на норвежском, северносаамском, луле-саамском и южносаамском языках). Возглавляется Саамским программным советом (Samisk programråd), избираемый саметингом (экстерриториальным саамским представительным органом).

## Филиалы
- Дистрикт-контора Тромса и Финмарка (NRK Troms og Finnmark)
- Дистрикт-контора Нурланна (NRK Nordland)
- Дистрикт-контора Трёнделага (NRK Trøndelag)
- Дистрикт-контора Мёре-ог-Ромсдал (NRK Møre og Romsdal)
- Дистрикт-контора Вестланна (NRK Vestland)
- Дистрикт-контора Ругаланна (NRK Rogaland)
- Дистрикт-контора Сёрланн (NRK Sørlandet)
- Дистрикт-контора Вестфолл-и-Телемарк (NRK Vestfold og Telemark)
- Дистрикт-контора Осло и Викен (NRK Oslo og Viken)
- Дистрикт-контора Иннландет (NRK Innlandet)

## Членство
Телерадиокомпания является членом Европейского союза радиовещания.

## Известные сотрудники
Ханс-Вильгельм Штейнфельд — шеф-корреспондент московского бюро.